# Elaeocarpus kusaiensis
Elaeocarpus kusaiensis là một loài thực vật có hoa trong họ Côm. Loài này được Kaneh. mô tả khoa học đầu tiên năm 1932.